# Antidiarrhéique
On appelle médicament antidiarrhéique tout médicament qui soulage des symptômes de diarrhée.
Le traitement vise à soulager les symptômes mais aussi à réduire le risque de déshydratation, potentiellement fatale pour les bébés ou les personnes âgées. Il peut s'accompagner d'un traitement visant la cause de la diarrhée, par exemple en cas de diarrhées infectieuses.

## Traitements réhydratants
Il est systématiquement recommandé de boire beaucoup pour compenser les pertes en eau, ainsi que de bien saler les aliments pour compenser les pertes en sodium (causées par le « lessivage » du corps par la perte d'eau). Il est possible d'utiliser pour cela des solutés de réhydratation oraux (SRO) qui permettent de traiter la  principale complication de la diarrhée qu'est la déshydratation hydro-électrique. Il est notamment indiqué chez le nourrisson et le jeune enfant ainsi que chez les personnes agées dû au risque majoré de déshydratation dans ces populations.
Il existe en France diverses spécialités vendus en pharmacie d'officine de solutés de réhydratation oraux. Ils peuvent aussi prendre la forme d'une préparation officinale recommandée par l'OMS (voir article détaillé).

## Produits antidiarrhéiques

### Ralentisseurs du transit intestinal
Ces médicaments sont des opioïdes :
- lopéramide (vendu entre autres sous le nom d'Imodium) ;
- diphenoxylate.

Ils agissent en stimulant les récepteurs aux opioïdes mu, ces derniers se situant dans le plexus myentérique. L'activation de ces récepteurs entraîne une diminution du péristaltisme, augmente le tonus du sphincter rectal et stimule l'absorption d'eau et d'électrolytes au niveau de l'entérocyte, tous ces effets entraînant une diminution des symptômes diarrhéiques,.
Ils sont utilisés principalement chez l'adulte dans les diarrhées aiguës et donc passagères.

### Antisécrétoires
Racécadotril (vendu entre autres sous le nom de Tiorfan), inhibiteur de l'enképhalinase intestinale. L'enképhalinase dégrade les enképhalines, agoniste morphinique endogène qui inhibe les sécrétions intestinales. L'utilisation de racécadotril permet ainsi de diminuer l'hypersécrétion d'eau et d'électrolytes. L'effet est en général rapide, au bout d'une heure environ [réf. nécessaire].

### Adsorbants etastringents
Attapulgite (Actapulgite), charbon activé, Diosmectite (Smecta)…

### Probiotiques
Les probiotiques sont des médicaments à base de micro-organismes bénéfiques qui vont rééquilibrer la flore intestinale. Saccharomyces boulardii et Lactobacillus acidophilus sont utilisés dans cette indication.
En France, la haute autorité de santé (HAS) a évalué que le service médical rendu des probiotiques est insuffisamment prouvé, ainsi ces derniers ont une place marginale dans la stratégie thérapeutique des diarrhées.

### Produits végétaux
- Riz, pomme de terre bien cuite, pâtes et plus généralement tout produit riche en amidon[1] ;
- acore odorant (Acorus calamus)[5] ;
- camomille romaine[5] ;
- méthylcellulose[réf. souhaitée] ;
- ispaghul[réf. souhaitée] ;
- la pulpe du pain de singe, fruit du baobab africain (Adansonia digitata), en décoction est d'un usage traditionnel en Afrique de l'ouest.

## Traitement de la cause
- Antibiotiques : indiquée dans certaines diarrhées d'origine infectieuses.
- En cas de spirochetose intestinale humaine à Brachyspira, le traitement se fera par bithérapie métronidazole + amoxicilline [6]
- En dernier recours, dans les cas liés à une infection récidivante, induite par un microbe antibiorésistant, la bactériothérapie fécale peut être une solution[réf. souhaitée].